# Marina Wiktorowna Goglidse-Mdiwani
Marina Wiktorowna Goglidse-Mdiwani (oft angesprochen als Marina Mdiwani oder Maria Mdivani, * 6. Oktober 1938 in Tiflis) ist eine sowjetisch-kanadische Pianistin und Musikpädagogin georgischer Herkunft.

## Leben und Werk
Marina Goglidse-Mdiwani wurde am 6. Oktober 1936 in Tiflis geboren. Ihr Vater war der bekannte Schachspieler Wiktor Goglidse. 1954 schloss sie ihr Studium am Staatlichen Konservatorium von Tiflis mit Auszeichnung ab und erhielt die Goldmedaille. Ihre Lehrerin dort war Evgenia Tcherniavskaya. Von 1955 bis 1960 studierte sie am Moskauer Konservatorium bei Jacob Milstein und absolvierte anschließend ein Aufbaustudium bei Emil Gilels.
1961 gewann sie den Concours international Marguerite Long – Jacques Thibaud vor Jean-Claude Pennetier und Bruno-Leonardo Gelber. Sie entwickelte zunächst eine glänzende Karriere als Orchestersolistin und Rezitatorin in der Sowjetunion und den Ostblockländern. Ihre Karriere führte sie dann weiter durch West-Europa sowie Nord- und Südamerika.
1992 trat sie als Dozentin der Schulich School of Music der McGill University in Montreal bei. Sie lebt seit 1992 mit ihrer Familie in Montreal.